# Carne con gli occhi live EP
Carne con gli occhi live EP è un EP live della band folk rock Marta sui tubi, pubblicato il 21 dicembre 2011. L'EP è composto da canzoni live registrate alla Casa del Jazz a Roma e al Magnolia di Milano nel luglio 2011.
L'EP è scaricabile gratuitamente dal sito ufficiale del gruppo.
In contemporanea all'uscita dell'EP viene pubblicato il video di Muratury registrato live al Lanificio 159 (Roma),tappa del "Carne con gli occhi Tour".La regia è affidata a DaNdADDy.
La copertina è stata disegnata da Daniele Pampanelli.

## Tracce
1. La spesa
2. Camerieri
3. Perché Non Pesi Niente
4. Muratury
5. L'unica cosa
6. Coincidenze

## Formazione
- Giovanni Gulino - voce
- Carmelo Pipitone - voce e chitarra
- Ivan Paolini - batteria
- Paolo Pischedda - tastiera
- Mattia Boschi - violoncello